# DJ Clyde
Pour les articles homonymes, voir Clyde.
 (novembre 2013).
Si vous disposez d'ouvrages ou d'articles de référence ou si vous connaissez des sites web de qualité traitant du thème abordé ici, merci de compléter l'article en donnant les références utiles à sa vérifiabilité et en les liant à la section « Notes et références ».
DJ Clyde / DJ Klyde / Jah Klyde est un DJ français.

## Biographie
De son vrai nom Pascal Villaume, DJ Clyde fait ses études à la fac avec David Guetta, il pratique le scratch dans son studio. Recommandé par Guetta, il passe une audition au Queen mais « pas très à l'aise » comme il le précise, il se fait recaler. Il rencontre JoeyStarr & Solo à l'Élysée Montmartre à Paris en mars 1989 lors de la Coupe de Paris des DJ organisée par Radio Nova où il finit en troisième position derrière DJ Ghetch et DJ Seeq. Solo lui propose de faire partie du groupe Assassin pour remplacer Fly D aux platines. Ils commencent à travailler ensemble dès La formule secrète en 1990. Clyde s’occupait des scratchs et de la production de certains titres avec Doctor L. En 1993, il quitte le groupe.
En 1994, il sort la première mixtape de rap en France avant Cut Killer, avec la série Hypnotyk de dix-huit volumes.
En 1995, il remplace DJ S et participe avec Solo à la composition et production de plusieurs morceaux du troisième album de Suprême NTM, Paris sous les bombes, mais il ne désire pas aller en tournée avec eux comme le groupe l’aurait souhaité. Il rend honneur à ce dernier : « Sans dj's, peut-être que NTM n’existerait pas à l’heure actuelle, ne l’oublions pas ! ». Depuis, il est producteur de musique Reggae.
Il a aussi animé le Hypnotik DJ Show pendant 3 ans sur Radio Nova.

## Discographie

### Avec Assassin

#### Album
- 1993 Le futur que nous réserve-t-il ? (Vol.1 et Vol.2)

#### Maxi
- 1991 Note Mon Nom Sur Ta Liste
- 1993 Non A Cette Éducation

### AvecSuprême NTM

#### Album
- 1995 Paris sous les bombes

#### Maxi
- 1995 Tout n'est pas si facile / Qui paiera les dégâts (remix)
- 1995 Pass pass le oinj / Paris sous les bombes
- 1995 La fièvre / Check the flow
- 1996 Qu'est ce qu'on attend ?

### Solo

#### Vinyle
- 1993 Fat Jam Vol 1

#### Mixtape
- 1994 à 1998 - Dj Clyde Mixtape 1 à 18
- 1996 2 Mixtape Live au club "l'Orée Du Bois"

#### Production
- 1997 Afro Jazz "Afrocalypse"
- 2007 Psykopat "Antholopsy 1992-2007"